# Sergi Vidal
Pour les articles homonymes, voir Vidal.
Sergi Vidal, né le 9 avril 1981 à Badalone en Espagne, est un joueur espagnol de basket-ball. Il évolue au poste d'ailier avant de prendre sa retraite sportive à la fin de l'année 2019.

## Biographie
Il annonce sa retraite sportive le 17 décembre 2019 après 21 saisons passées en première division espagnole.

## Palmarès
- 3e du championnat d'Europe des -20 ans 2000
- Champion d'Espagne 2002, 2008
- Coupe du Roi 2002, 2004, 2006, 2009